# 替罪羊树
替罪羊树（英語：Scapegoat tree）是電腦科學中，一种基于部分重建的自平衡二叉搜索树。在替罪羊树上，插入或删除节点的平攤最壞時間複雜度是{\displaystyle {\text{O}}(\log n)}，搜索节点的最壞時間複雜度是{\displaystyle {\text{O}}(\log n)}。
在非平衡的二叉搜索树中，每次操作以后检查操作路径，找到最高的满足{\displaystyle \max(size(son_{L}),size(son_{R}))>\alpha *size(this)}的结点，重建整个子树。这样就得到了替罪羊树，而被重建的子树的原来的根就被称为替罪羊节点。常数{\displaystyle \alpha }一般选择为{\displaystyle 0.7}左右。
与大多数平衡树所采用的缓慢调整的方式不同，替罪羊树采用了一种进行次数较少但代价较大的重构操作，即选择一个节点作为“替罪羊”，并将这个节点的子树直接重构成完全二叉树。因此，替罪羊树的最坏时间复杂度为{\displaystyle {\text{O}}(n)}

## 理论
说一个二叉查找树是平衡的，当且仅当根节点左侧与右侧的节点各占一半，而替罪羊树则放松了这一限制，即，只需要满足
{\displaystyle size(left)\leq \alpha size(node)}
{\displaystyle size(right)\leq \alpha size(node)}
其中{\displaystyle size}函数（递归地）定义如下
```
function size(node)
    if node = nil then
        return 0
    else
        return size(node->left) + size(node->right) + 1
    end if
end function
```